# Kadokawa Sneaker Bunko
Kadokawa Sneaker Bunko (角川スニーカー文庫?, Kadokawa Sunīkā Bunko) è un'etichetta editoriale giapponese appartenente alla Kadokawa Shoten. L'azienda è stata fondata nel 1988 e produce light novel che mirano ad un pubblico maschile. Alcune delle light novel pubblicate sotto questa etichetta sono state prima serializzate sulla rivista The Sneaker, edita sempre dalla Kadokawa Shoten tra il 1993 e il 2011.

## Alcune light novel pubblicate dalla Kadokawa Sneaker Bunko
- Another
- BLOOD+
- Canaan
- Dantalian no shoka
- Dog Days
- Ebiten: Kōritsu Ebisugawa Kōkō Tenmon-Bu
- Eureka Seven
- FLCL
- Hyōka
- KIDDY GiRL-AND
- Kiddy Grade
- Kiddy Grade Pr.
- Kidō butoden G Gundam
- Kono subarashii sekai ni shukufuku o!
- La malinconia di Haruhi Suzumiya
- Lucky Star
- Macross Frontier
- Mobile Suit Gundam SEED
- RDG Red Data Girl
- Record of Lodoss War
- Rental Magica
- Saredo tsumibito wa ryū to odoru
- Shūmatsu nani shitemasu ka? Isogashii desu ka? Sukutte moratte ii desu ka?
- Strike Witches
- The World's Finest Assassin Gets Reincarnated in Another World as an Aristocrat
- Tokidoki Bosotto Roshiago de Dereru Tonari no Ārya-san
- Trinity Blood